# Geschichte Kataloniens

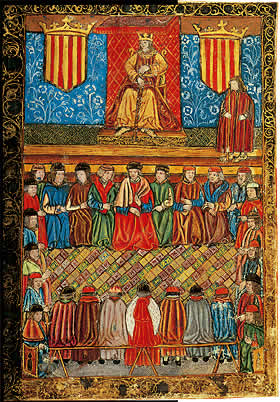
Die Corts Catalanes (aus einer Inkunabel aus dem 15. Jahrhundert)

Die Geschichte Kataloniens reicht bis in das Jahr 1000 v. Chr. zurück, als die Iberer die Pyrenäenhalbinsel besiedelten.
Vor der Besiedelung durch Cro-Magnon-Menschen (Homo sapiens) war die Region bereits von Neandertalern bewohnt, wie Funde in der Höhle Cova Gran de Santa Linya belegen.
In historischer Zeit war Katalonien ursprünglich von Iberern besiedelt, später lag das Küstengebiet im Einflussbereich Karthagos. Ende des 3. Jahrhunderts v. Chr. gewann Rom die Vorherrschaft; die Römer erhoben 19 n. Chr. die Gegend zur Provinz Hispania Tarraconensis. Bereits im 1. Jahrhundert n. Chr. fasste das Christentum Fuß im Bereich des heutigen Katalonien.

## Frühgeschichte und vorrömische Zeit

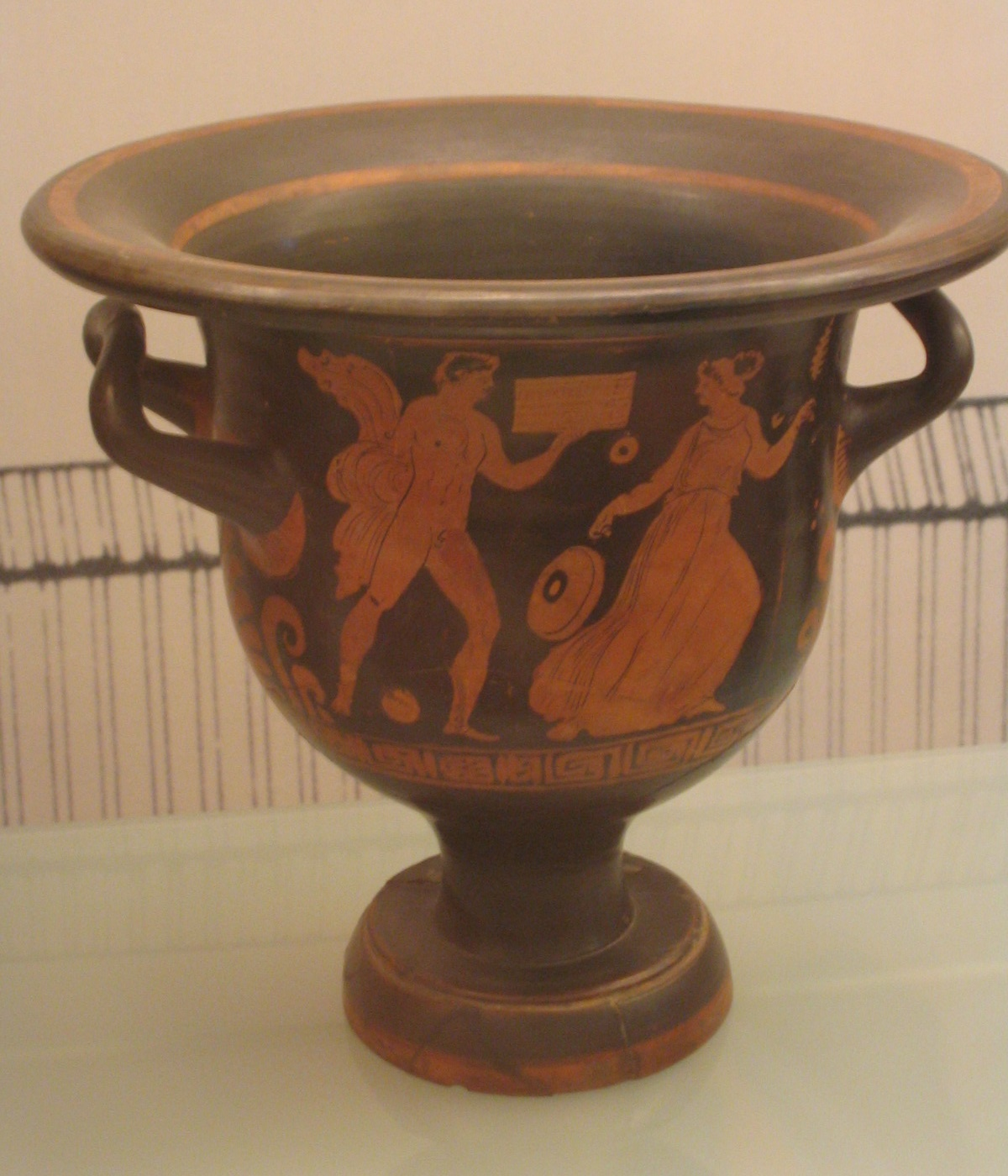
Griechische Amphore, in Empúries gefunden

### Die Phönizier und Griechen
Die ersten schriftlichen Zeugnisse über das Gebiet des heutigen Katalonien stammen aus den Zeiten, als Phönizier und Griechen – beide im östlichen Mittelmeerraum beheimatet – die Iberische Halbinsel erreichten. Im 8. Jahrhundert v. Chr. hatten sich die Phönizier bereits an mehreren Orten im Süden der Halbinsel niedergelassen. In den folgenden Jahrhunderten wurden die phönizischen Kolonien von Karthago übernommen, einer mächtigen Stadt phönizischen Ursprungs in Nordafrika. Die Karthager wandten sich entlang der Küste nach Nordosten, um eine Ausbreitung der Griechen in den Süden zu verhindern. In Ibusim (Eivissa, Ibiza), gründeten sie eine wichtige Kolonie, die lange bestand.
Die Griechen erreichten die Halbinsel kurze Zeit nach den Phoeniziern. Der Handel entwickelte sich aber erst im 6. Jahrhundert v. Chr. unter den Ioniern, den Gründern der Stadt Massalia (Marseille). An der Küste des heutigen Katalonien gründeten sie zwischen 750 v. Chr. und 550 v. Chr. unter anderem Emporion (Empúries) als wichtigsten Handelsposten. Die erste Ansiedlung entstand auf einer kleinen Insel in der Bucht von Roses – das schnelle Wachstum und der Handel mit der einheimischen Bevölkerung erzwang aber bald eine Verlagerung auf das Festland. Wenige Kilometer von Emporion entstand die Niederlassung Rhode (Roses). Die Siedler von Emporion entwickelten Landwirtschaft und Handel; sowohl in Emporion als auch in Rhode wurden Silbermünzen geprägt. Auch wurde eine besondere Keramik hergestellt, die eine weite Verbreitung fand.

### Die Iberer
Die im 5. und 4. Jahrhundert v. Chr. aus Gallien eingewanderten Kelten verschmolzen mit den einheimischen Iberern nach vielen Kämpfen zum Volk der Keltiberer. Sie drangen an die Süd- und Ostküste der Halbinsel. Nördlich des Ebro hatten die iberischen Völker einige kulturelle Gemeinsamkeiten, wie Sprache und Schrift, Beherrschung der Eisenverarbeitung, Töpferei sowie die Landwirtschaft als Grundlage. Das soziale Gefüge bildeten die einzelnen Stämme. Die bereits städtisch geprägten Siedlungen wurden auf Anhöhen gebaut, um die Verteidigung zu erleichtern.

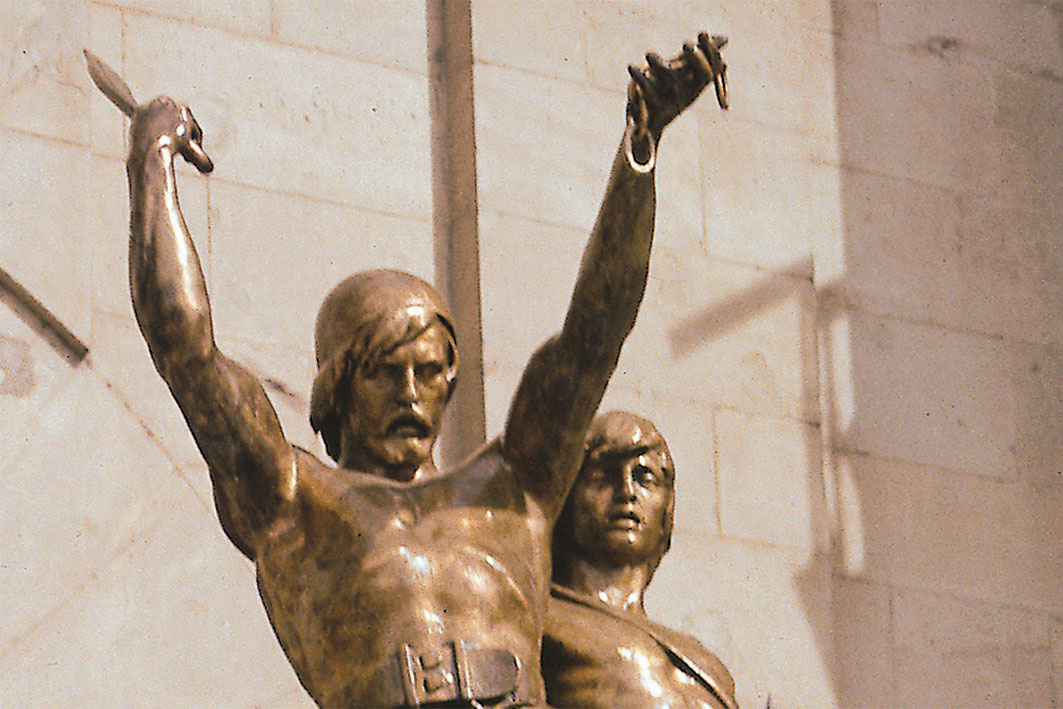
Indibil und Mandoni, iberische Herrscher

Im Gebiet der heutigen Provinz Barcelona ließen sich die Laietaner nieder. Die wichtigsten Städte waren Barcino, der Ursprung des heutigen Barcelona, Baetulo (Badalona), Egara (Terrassa) und Blanda (Blanes). Nördlich der Laietaner und im Gebiet der heutigen Provinz Tarragona lebten die Indigeten. Ihre Hauptsiedlung lag bei Ullastret in der Provinz Girona. Aber das mächtigste iberische Volk waren die Ilergeten. Ihr Siedlungsgebiet lag zwischen den Tälern des Cinca und des Segre und die Hauptstädte waren Iltirda (Lleida) und Atanagrum (die genaue Lage ist nicht mehr bekannt). Unter ihrem König Indibil beteiligten sich die Ilergeten an den Kriegen zwischen dem Römischen Reich und den Karthagern. Die strategische Lage ihres Siedlungsgebiets ermöglichte wechselnde Bündnisse mit Rom oder (meistens) Karthago. Mit dem römischen Sieg gegen Karthago im Zweiten Punischen Krieg wurden die Iberer schrittweise dem Römischen Reich einverleibt.

## Römische Zeit
Nach dem Ersten Punischen Krieg 264 bis 241 v. Chr. beherrschten die Karthager die gesamte Mittelmeerküste der Iberischen Halbinsel. Ihre Belagerung von Sagunt und damit der Bruch des Ebro-Vertrags von 226 v. Chr. zwischen Rom und Hasdrubal führte 218 v. Chr. zur Landung zweier römischer Legionen in Emporion (Empúries) und damit zum Beginn des Zweiten Punischen Krieges bis 201 v. Chr. Daraufhin eroberten die Römer das Land.

### Römische Eroberung

Eroberung Hispaniens durch die Römer 220 v. Chr. bis 27 v. Chr.

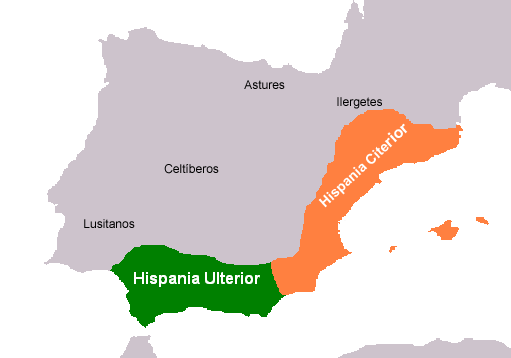
Römische Provinzen in Hispanien nach der ersten Teilung (180 v. Chr.)

218 v. Chr. landete Gnaeus Cornelius Scipio Calvus in Emporion, um dem Karthager Hannibal den Weg nach Italien zu versperren. Während des Zweiten Punischen Krieges versuchten sowohl die Römer als auch die Karthager die iberischen Völker auf ihre Seite zu ziehen. Von Tarraco (Tarragona) aus kontrollierten die römischen Truppen bald die gesamte Küste des heutigen Katalonien. Unter Scipio dem Älteren drangen die Römer 209 v. Chr. bis nach Südspanien vor. Nach dieser erkennbaren Übermacht der Römer schlugen sich zahlreiche Anführer der iberischen Stämme auf die Seite der Römer. Dennoch mussten die neuen Herren noch eine Revolte der Ilergeten unter der Führung von Indibil und Mandoni niederschlagen. 206 v. Chr. wurde der letzte karthagische Feldherr von der Halbinsel vertrieben und vier Jahre später mit Ende des Krieges war die gesamte Mittelmeerküste Spaniens unter römischer Herrschaft. Die unterworfenen Völker wurden zu Tributzahlungen verpflichtet, und die Bergwerke gingen in das Eigentum des Römischen Reiches über.
Der von den Römern nach dem Keltiberischen Krieg (197 v. Chr. bis 179 v. Chr.) kontrollierte Teil der Halbinsel wurde in zwei Provinzen aufgeteilt: Hispania citerior im Nordosten, Hispania ulterior im Südwesten. In der folgenden Zeit kam es noch zu einigen Aufständen, die erst 133 v. Chr. endgültig niedergeschlagen werden konnten. Das letzte vorchristliche Jahrhundert war geprägt von internen politischen Konflikten der Römer in Italien, die auch auf der iberischen Halbinsel ausgetragen wurden. In den Jahren 80 bis 70 v. Chr. war das Gebiet des heutigen Katalonien der letzte Schauplatz im Krieg zwischen den Anhängern des Marius und Sulla; der vor Sulla geflüchtete Marianer Sertorius organisierte eine letzte große Widerstandsbewegung gegen Rom, die erst nach seiner Ermordung definitiv besiegt wurde. Im folgenden Römischen Bürgerkrieg ab 49 v. Chr. errang Gaius Iulius Caesar gegen Pompeius bei Ilerda (Lleida) den entscheidenden Sieg. Dieser Sieg eröffnete eine nahezu dreihundertjährige Friedensperiode, die eine Verbreitung der römischen Kultur ermöglichte.

Römische Provinzen in Hispanien nach der zweiten Teilung (27 v. Chr.)

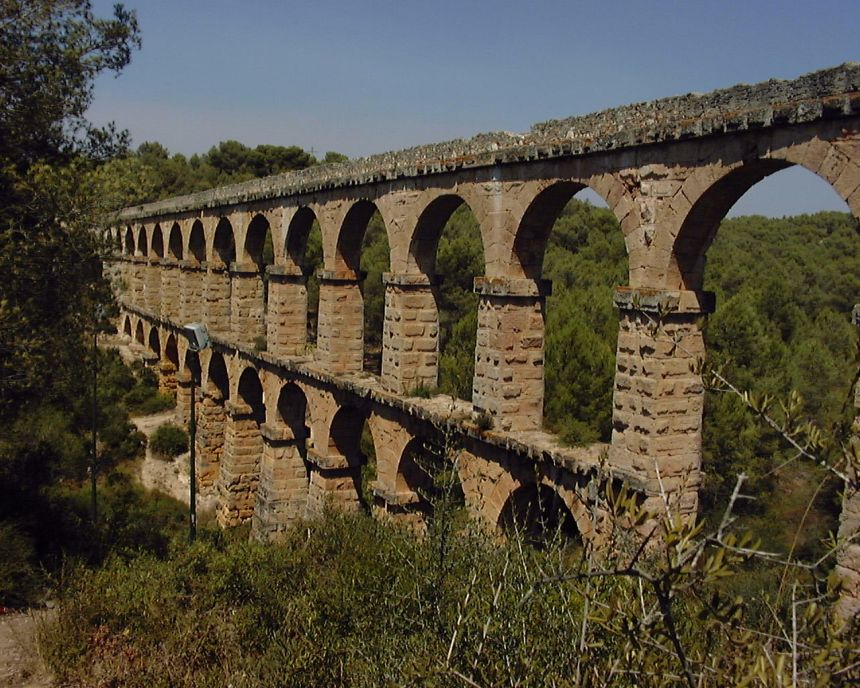
Pont del Diable bei Tarragona

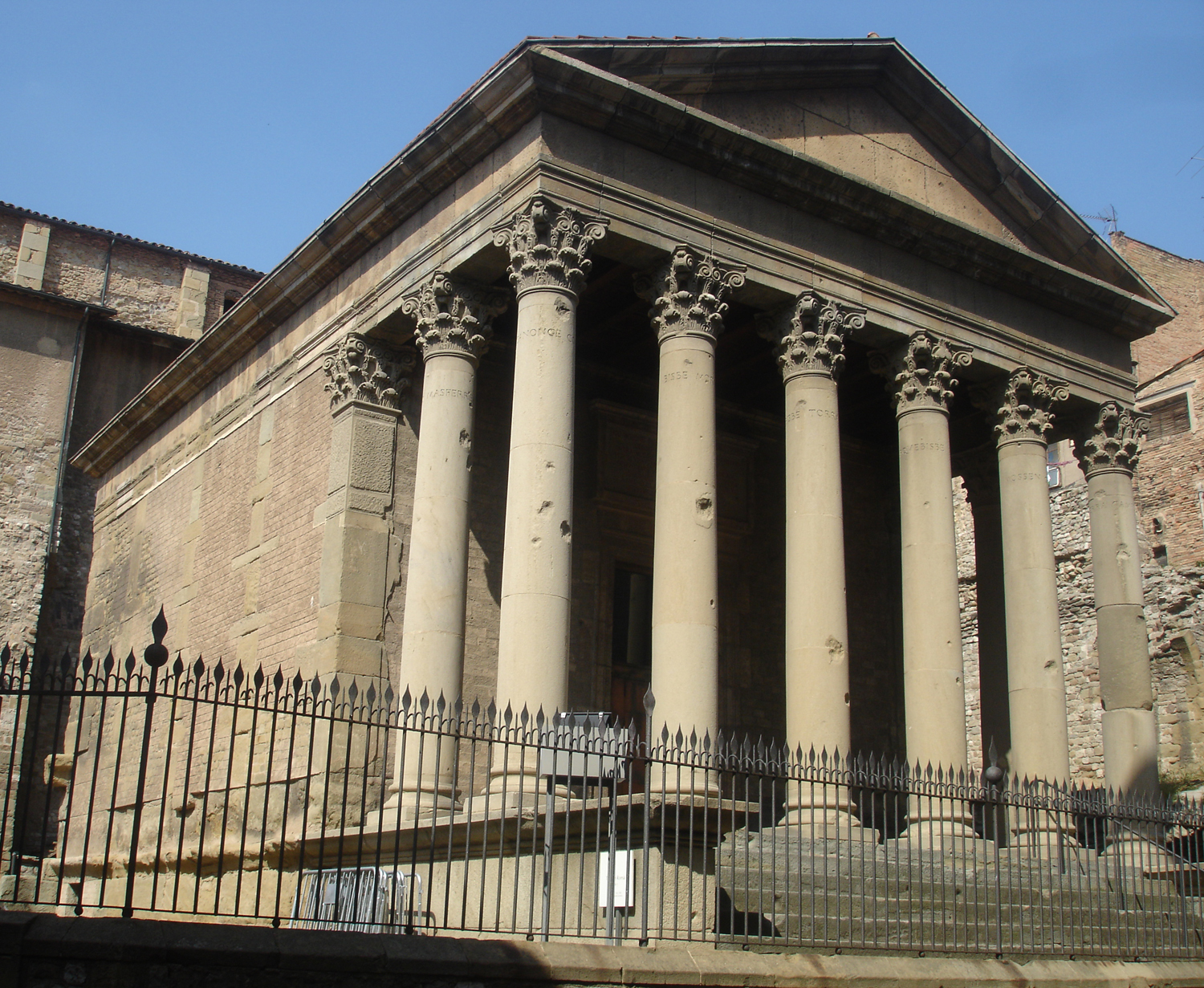
Römischer Tempel in Vic

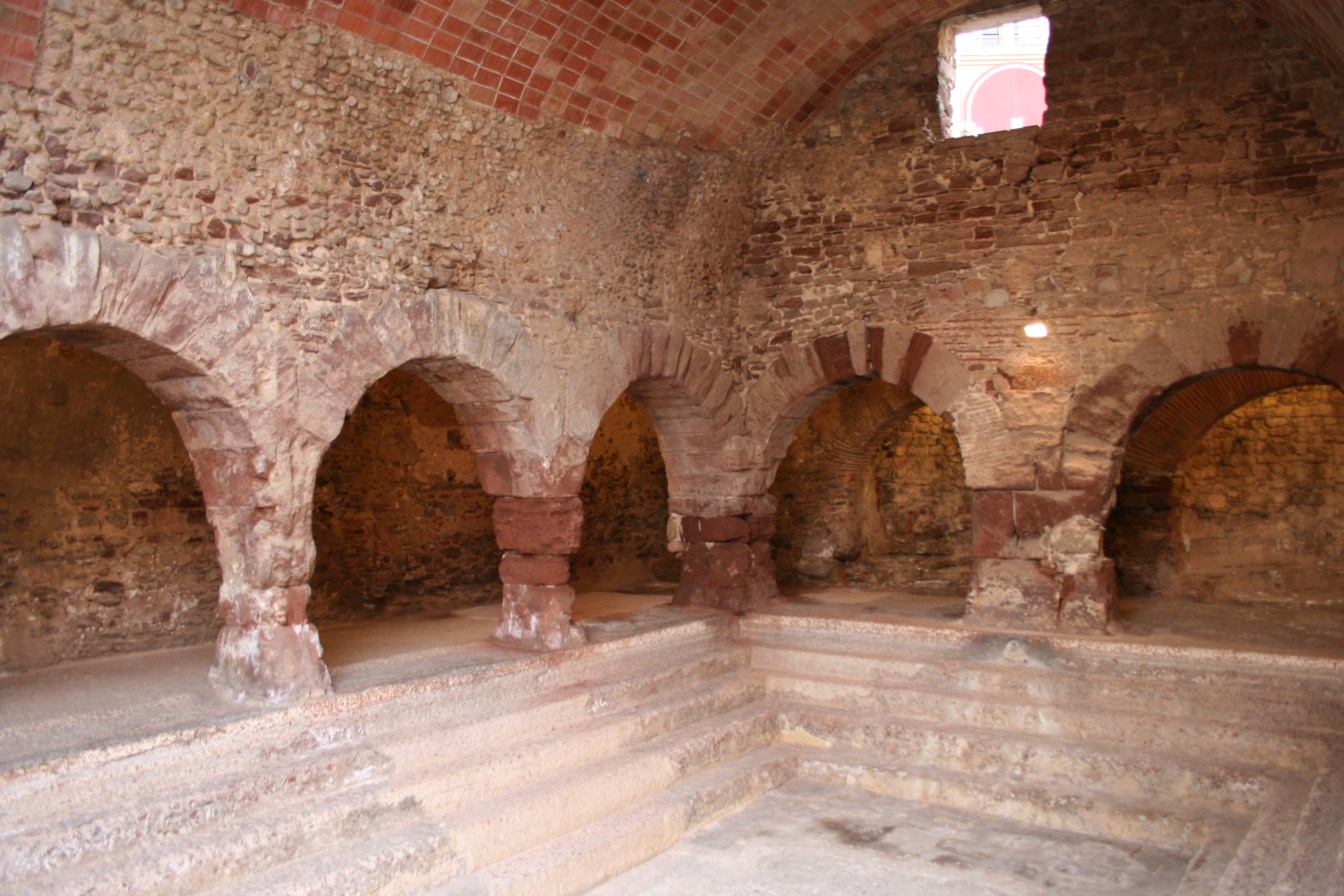
Römische Therme in Caldes de Montbui

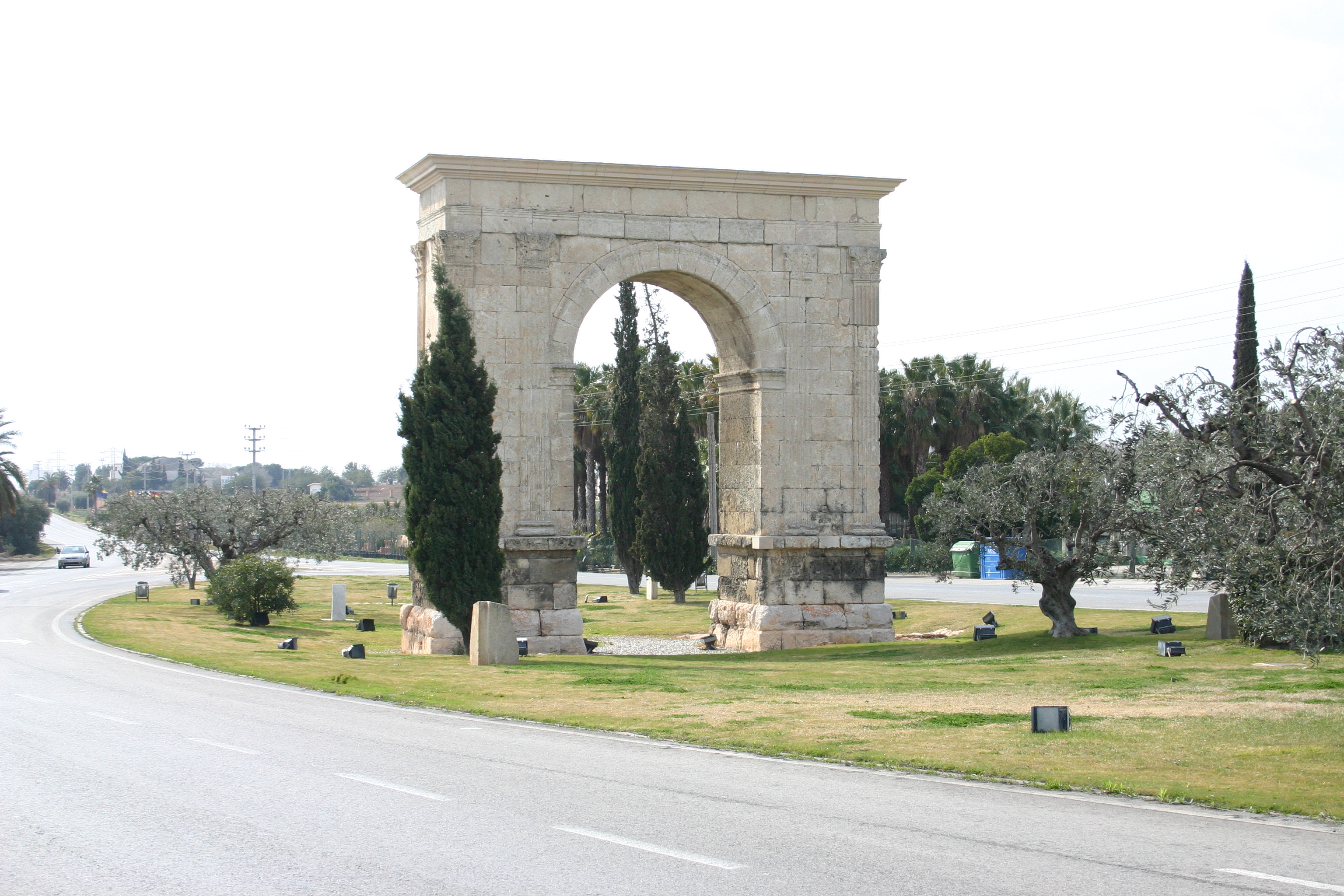
Arc de Berà an der Via Augusta
(an der heutigen Nationalstraße N340)

### Romanisierung
Nachdem Hispania erobert und befriedet war, führten die Römer ihre politische, administrative, soziale und ökonomische Organisation ein. Das Vulgärlatein löste die iberischen Sprachen ab und es wurde der Kaiserkult eingeführt. Das gleichzeitig eingeführte römische Recht sollte für lange Zeit einen starken Einfluss haben. Auf dem Lande wurde der Grund und Boden enteignet und an römische Siedler, Veteranen und verbündete Einheimische verteilt. Es entstanden private Latifundien (Landgüter), die mit Sklavenarbeit bewirtschaftet wurden. Die reichen Besitzer wohnten überwiegend in den Städten und überließen die Arbeit den Verwaltern. Diese führten neue Techniken zur Aufzucht und Bewässerung ein. Die ersten Landgüter (villae rusticae) in Katalonien entstanden bereits im zweiten vorchristlichen Jahrhundert im Hinterland des heutigen Barcelona und im Camp de Tarragona. Ihre größte Verbreitung erlebten sie unter Augustus. An der katalanischen Küste wurde vor allem Wein angebaut und vertrieben, was wiederum die Herstellung und den Vertrieb von Amphoren erforderte.
Die zahlreichen Straßen und Kastelle führten seit Caesar und besonders unter Augustus zu einer raschen Romanisierung des Landes, das bald ein Zentrum römischer Kultur wurde. Gleichzeitig ließ der Aufbau des Straßennetzes und der Gebrauch einer einheitlichen Währung den Handel expandieren und die Bevölkerung wuchs stark an. Die Römer führten wichtige Neuerungen in der Organisation der ebenfalls schnell wachsenden Städte ein, die sich zu Produktions-, Handels- und Verwaltungszentren entwickelten. Erkennbar ist dies an den zahlreichen öffentlichen Bauten jener Zeit wie Foren, Theatern und Amphitheatern, Cirkusarenen und Basiliken (wie in Tarragona), Tempeln (wie in Vic), Thermen (wie die von Caldes de Montbui), Aquädukten und Brücken (wie in Tarragona der Aqüeducte de les Ferreres und in Martorell) etc.
Die Hauptachse des römischen Straßennetzes bildete die Via Augusta, die ab Carthago Nova (Cartagena) der Mittelmeerküste folgte und über Valencia bei Dertosa (Tortosa) den Ebro erreichte. Nachdem Tarraco durchquert war, wandte sie sich am östlichen Stadtrand beim später Arc de Berà genannten Ehrenbogen zum Landesinneren nach Martorell, wo noch heute die damalige Brücke erhalten ist. Danach führte sie bei Barcino wieder an die Küste und folgte ihr bis Gerunda (Girona). Von da ab wandte sie sich den Pyrenäen zu und erreichte bei La Jonquera die gallische Provinz Narbonensis.

### Entwicklung in der Kaiserzeit
In den Jahren 27 bis 25 v. Chr. erfolgte eine Neuordnung der Provinzen durch Augustus. Aus Hispania Citerior wurde die Kaiserliche Provinz Hispania Tarraconensis, die sich von der katalanischen Küste entlang des Ebro bis in das heutige Galicien erstreckte. Die Hauptstadt dieser Provinz wurde die reiche Kolonie Tarraco, die sich bereits über 70 Hektar ausdehnte und über zahlreiche monumentale Bauwerke verfügte. 27 v. Chr. ist dort die Errichtung eines Tempels zu Ehren des Augustus und Jupiters nachgewiesen. In dieser Zeit entstand auch das römische Barcino (Barcelona) und in Empúries wurden verdiente Kriegsveteranen angesiedelt.
Unter der Herrschaft Neros wurde im Jahre 60 Galba Statthalter der Provinz. Er schloss sich 68 dem Aufstand des Gaius Iulius Vindex an und ließ sich zum Kaiser ausrufen. Der entthronte Kaiser Nero beging daraufhin Selbstmord.
Mit der durch Kaiser Caracalla erlassenen Constitutio Antoniniana erhielten 212 alle freien Bewohner des Römischen Reichs das römische Bürgerrecht. Es folgte auch in der Tarraconensis bis zum Ende des Jahrhunderts eine nahezu ungestörte Blütezeit der Entwicklung und des Aufschwungs. Das aufkommende Christentum wurde unter den Kaisern Decius und Valerianus bekämpft und so starb 259 Fructuosus, der Bischof des kurz zuvor gegründeten Bistums Tarraco, als Märtyrer. Das gleiche Schicksal erlitten unter anderem die Diakone Augurius und Eulogius. Dennoch breitete sich das Christentum zunehmend aus, bis es 313 unter Kaiser Konstantin I. mit dem Toleranzedikt von Mailand legitimiert und in Folge zur vorherrschenden Religion im Römischen Reich wurde. Die politische und wirtschaftliche Krise, in die das Römische Reich ab dem 3. Jahrhundert geriet, hatte auch für die Provinz Tarraconensis und für die Hauptstadt Tarraco unumkehrbare Folgen.

### Völkerwanderung und Ende der römischen Herrschaft

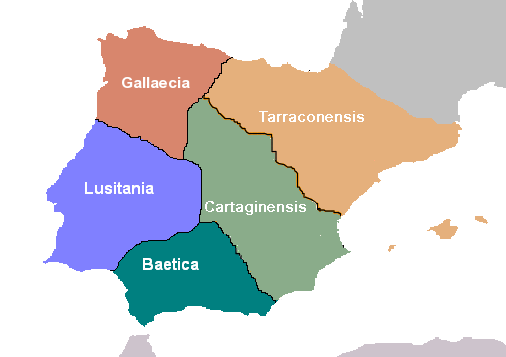
Römische Provinzen in Hispanien nach der dritten Teilung (395 n. Chr.)

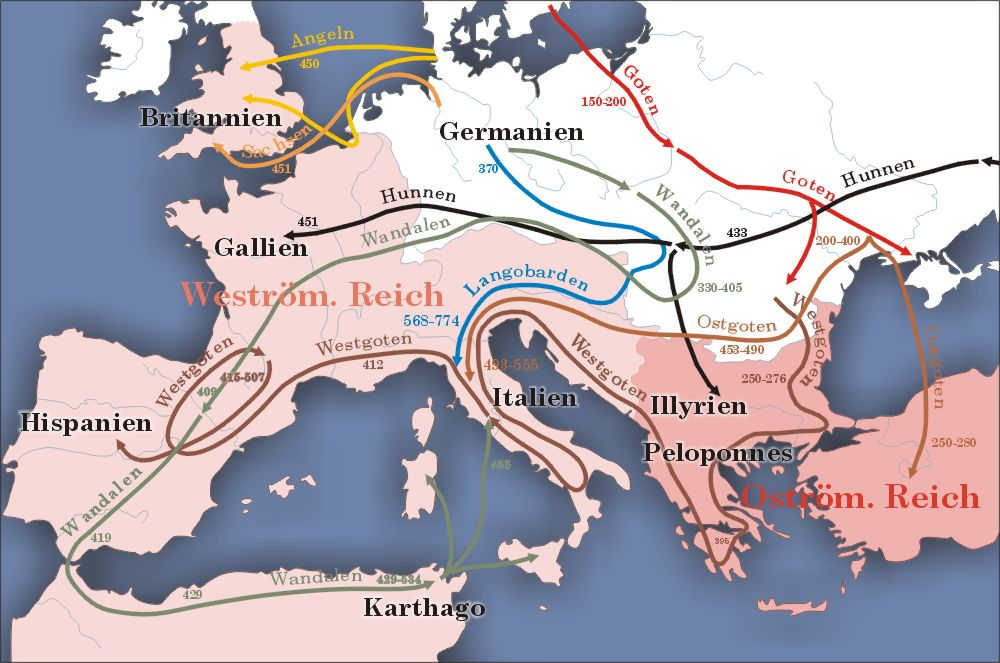
Wanderungen des zweiten bis fünften Jahrhunderts

Anfang 3. Jahrhundert begann im Römischen Reich eine Periode des Niedergangs, die als Reichskrise bezeichnet wird. Wechselnde Machtübernahmen verschiedener Kaiser führten zu Aufständen in den Provinzen, die zusätzlich durch Invasionen germanischer Volksstämme geschwächt wurden. Für eine expandierende Wirtschaft hatte sich das System der Sklaverei schon vor längerer Zeit als ungeeignet erwiesen, da die Römer kaum noch neue Gebiete eroberten und immer weniger Sklaven auf den Markt gelangten.
Im Gebiet des heutigen Kataloniens litten besonders die Städte Tarraco und Emporion unter den Invasionen und konnten sich davon nicht mehr erholen. Gerunda und Barcino errichteten daraufhin Stadtmauern. Der Handel mit Rom schwachte ab und die wirtschaftliche Krise sowie die Unsicherheit zwang viele Familien zur Flucht auf das Land. Dort wiederum hatte die Angst vor Übergriffen zur Folge, dass die Anzahl kleiner und mittelgroßer Landgüter zurückging. Große Domänen entstanden, auf denen die Arbeit von Sklaven durch Kleinbauern ersetzt wurde, denen die Großgrundbesitzer das Land gegen Pacht auf Zeit überließen.
Die Reformen der Kaiser Diokletian und Konstantin des Großen ab dem Ende des 3. Jahrhunderts erlaubten für einige Zeit eine gewisse Stabilität. Die Tarraconensis wurde in vier Provinzen aufgeteilt: Insulae Baleares, Gallaecia, Carthaginiensis und Tarraconensis, wobei die letzte wieder das Gebiet des heutigen Kataloniens einschloss. Um 409 drangen Alanen, Sueben und Wandalen in das Land ein und begründeten verschiedene kurzlebige unabhängige Staatswesen. Im Zuge des römischen Feldzuges gegen die Eindringlinge zogen bis 415 die Westgoten als Foederaten des römischen Imperiums aus ihrem Siedlungsgebiet in Aquitanien in die Tarraconensis ein. Unter ihrem König Athaulf ließen sie sich zunächst bei Barcino (Barcelona) nieder. 429 zogen daraufhin die Vandalen und Alanen nach Nordafrika weiter und die Sueben errangen außer in der Tarraconensis die Vorherrschaft auf der Halbinsel. 449 drangen sie mit Unterstützung der Bagauden bis nach Lleida vor.
Eurich, König der Westgoten, eroberte 475 Tarraco und zerstörte es vollständig. Die politischen und gesellschaftlichen Strukturen der hispanischen Provinzen lösten sich allmählich auf und mit dem Untergang des Weströmischen Reiches im Jahr 476 wurde das Westgotenreich, welches bereits das heutige Katalonien einschloss, eigenständig.

## Das Westgotenreich
Im Zuge des Auflösungsprozesses des Imperium Romanum kamen 418 die Westgoten erstmals mit Polizeiaufgaben betraut nach Spanien, aber erst nach der Schlacht von Vouillé 507 setzten sie sich auf der Iberischen Halbinsel fest. Das Erbe dieses Westgotenreiches behauptete sich am Südhang der Pyrenäen am zähesten. Bis in das 11. Jahrhundert blieb der gotische Rechtskodex Liber Iudicum von 654 in Gebrauch – auch die Einbeziehung der südlichen Pyrenäenregion in das fränkische Markensystem (Spanische Mark) änderte nichts daran. Die Bewahrung lokaler Eigenständigkeit war jedoch nicht gleichbedeutend mit kultureller Isolation. Der Pyrenäenraum war von jeher ein bevorzugtes Durchzugsgebiet für Kultur und Handel zwischen dem Vorderen Orient und den britischen Inseln.

Das Westgotenreich zu Beginn des 6. Jahrhunderts

Die gotische Landnahme in Katalonien begann schon im 5. Jahrhundert. Nach der Schlacht von Vouillé im Jahre 507, in der die vordringenden Franken die Westgoten entscheidend schlugen, mussten die Besiegten jedoch den größten Teil ihres gallischen Machtbereichs räumen. In der Folgezeit waren die Westgoten auf die Iberische Halbinsel und Septimanien (einen schmalen, aber wertvollen Streifen an der Mittelmeerküste nordöstlich der Pyrenäen) beschränkt. Hauptstadt des neuen Westgotenreichs wurde Toledo; daher nennen es die Historiker Toledanisches Reich.
Die unter westgotischer Herrschaft lebenden Romanen, die als Katholiken den Arianismus der Westgoten ablehnten, befanden sich zunächst in einer insbesondere religiös motivierten Opposition. Erst als die Westgoten unter König Rekkared I. 589 zum katholischen Glauben übertraten, konnten diese Spannungen beseitigt werden. Romanen und Goten lebten fortan relativ friedlich nebeneinander. Das Westgotenreich erlebte um die Wende vom 6. zum 7. Jahrhundert eine Blütezeit. Grundlage dafür war insbesondere der ca. 475 in Kraft getretene Codex Euricianus, eine germanische Rechtskodifikation, die das Zusammenleben der Westgoten, Romanen und Keltiberer regelte.
Als die Franken dann auch in Katalonien einfielen, kämpfte die romanische Elite an der Seite der Goten. Sie hatten eine gemeinsame Identität gefunden. In der zweiten Hälfte des 7. Jahrhunderts boten Thronwirren unter den Goten immer wieder Anlass für Bürgerkriege, die teils mit äußerster Härte geführt wurden. Das Königtum war bereits nachhaltig geschwächt.

## Maurische Herrschaft
Im Frühjahr 711 begann die Invasion der muslimischen Mauren (Araber und Berber aus der Region des heutigen Marokko), die in wenigen Jahren die Iberische Halbinsel eroberten. Sie schlugen das Heer des geschwächten westgotischen Königs Roderich (Rodrigo) vernichtend und folgten bei ihren anschließenden Eroberungszügen den Römerstraßen. Nach der Eroberung von Saragossa wandten sich die Truppen auch dem heutigen Katalonien zu.

### Die Eroberung Kataloniens durch die Mauren

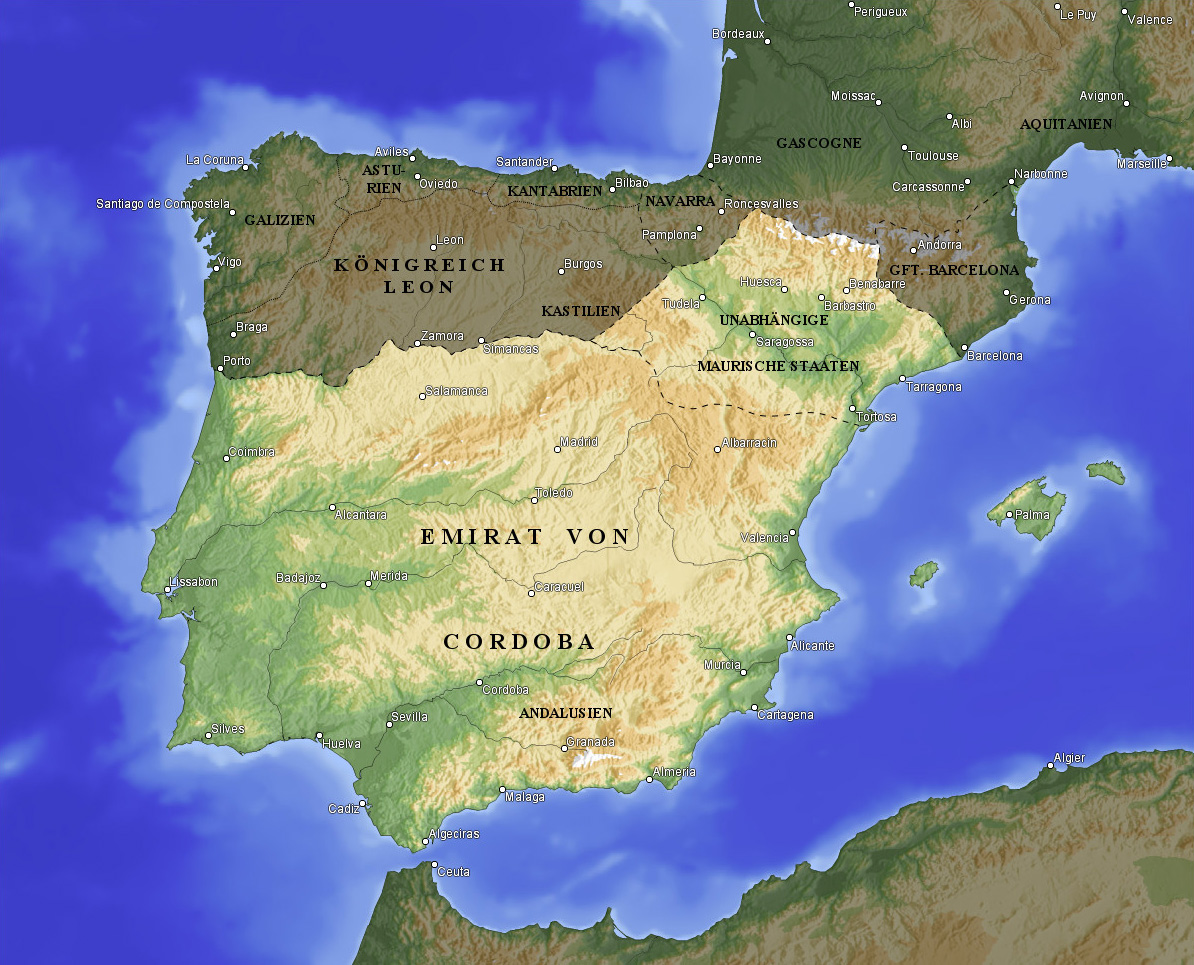
Al-Andalus, das von den Mauren eroberte Gebiet der iberischen Halbinsel, ca. 910

Bereits 714 war Tarragona zerstört und entvölkert. Die eigentliche Besetzung verlief jedoch langsamer, da die ersten muslimischen Siedler Nomaden waren, die sich erst gegen Mitte des 9. Jahrhunderts endgültig niederließen. Innerhalb kurzer Zeit gelang es den Mauren, die frühere Tarraconensis vollständig zu erobern. Einige Orte wurden militärisch unterworfen, die meisten unterzeichneten aber von sich aus Unterwerfungserklärungen. Da die Bewohner ihre Lebensweise und Religion beibehalten konnten, lebten im maurisch beherrschten Katalonien Muslime, Juden und Christen nebeneinander. Zur Sicherung ihrer Herrschaft über die Orte stationierten die Mauren Truppen und erhoben Abgaben.
Nachdem sich Abd ar-Rahman I. zum Emir von Córdoba erhoben und den Statthalter von Saragossa zu entmachten drohte, bat dieser Karl den Großen um Unterstützung. Im Frühjahr 778 marschierte dieser daraufhin mit einem Heer über Pamplona nach Saragossa, ein weiteres Heer zog (zunächst erfolglos) nach Barcelona. Im Jahr 785 eroberten die Franken schließlich Girona, ohne auf großen Widerstand zu stoßen. In der darauffolgenden Zeit wechselten auf beiden Seiten der Pyrenäen immer wieder kürzere Eroberungs- und Beutezüge. So nahmen die Araber im Jahr 795 Narbonne ein, 801 eroberten die Franken wiederum Barcelona und gründeten 806 die Spanische Mark. Dadurch konnte sich die fränkische Herrschaft auch südlich der Pyrenäen festigen. Auch die Balearen waren seit 798 zwischen den Mauren und Franken umkämpft.
In der Zeit des Kalifats von Córdoba im 10. Jahrhundert stabilisierte sich die Nordgrenze gegenüber den fränkisch beherrschten Grafschaften. Lleida und Tortosa, die zwei wichtigsten Städte, bildeten die Zentren der Verteidigung. Viele der bisher überwiegend christlichen Bewohner dieser maurischen Grenzregionen konvertierten zum Islam. Besonders die Bewohner der Täler von Ebro, Segre und Cinca sowie der Ebene von Lleida übernahmen Lebensweise und Errungenschaften der Mauren wie die hoch entwickelte Bewässerungstechnik. Die bedeutendsten maurischen Städte in Katalonien waren Lleida, Balaguer und Tortosa. Diese Städte entwickelten eine Altstadt (Medina) im nordafrikanischen Stil mit Moschee, Verwaltungssitz und Gericht. Sie besaßen auch große Märkte (Suq) mit Werkstätten und Wohnungen der Handwerker. In einigen Städten gab es offene Gebetsstätten (Musallā) und – wie in Tortosa – eine militärische Festung. Über den Hafen von Tortosa wurde Holz und Bleiglanz exportiert. Obwohl es Friedensverträge zwischen dem Kalifen in Córdoba und einige katalanischen Grafen gab, häuften sich die gegenseitigen Überfälle. So plünderte 985 Almansor Barcelona und nahm mehrere Tausend Bewohner gefangen.

### Der Zerfall der maurischen Herrschaft in Katalonien

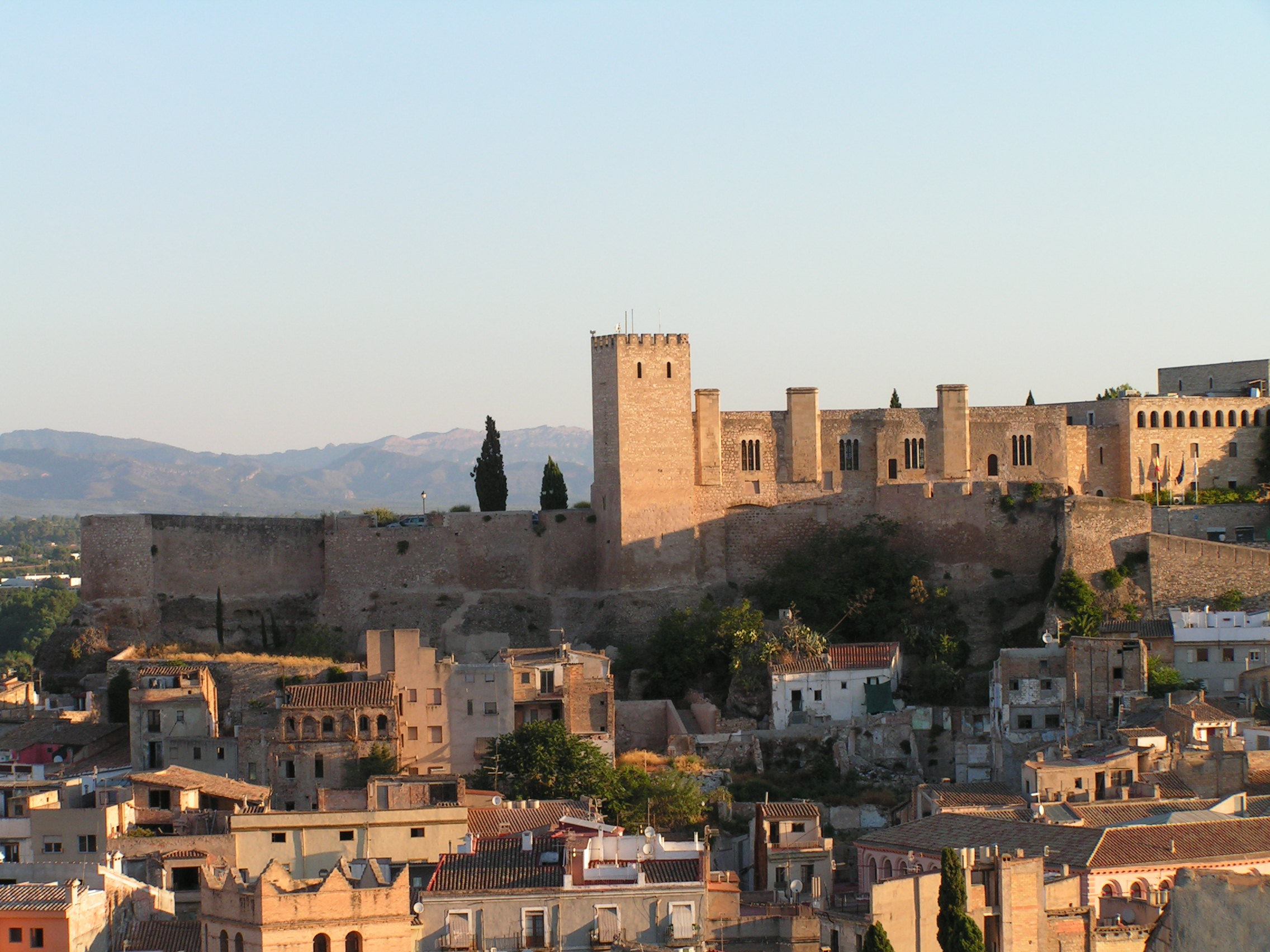
Maurische Festung (Suda) von Tortosa

Ab dem Beginn des 11. Jahrhunderts führten die internen Machtkämpfe zum Niedergang des Kalifats von Córdoba. Nach dem Tod des letzten Kalifen Hischam III. begann 1031 die Zeit der Taifa-Königreiche. Die muslimischen Kleinkönigreiche entlang der Mittelmeerküste wurden von Anhängern und Verwandten Almansors beherrscht.
An die katalanischen Grafschaften grenzten die Taifas von Saragossa, Lleida und Tortosa. In diesen herrschte der örtliche Adel und die katalanischen Grafen erkauften sich ein friedliches Nebeneinander durch Zahlung von Abgaben. Als mit Raimund Berengar I. (1023–1076) die Grafen von Barcelona erste Versuche unternahmen, die Stadt Tarragona zu besetzen, waren die Mauren gezwungen, sich in sichere Festungen in die Berge zurückzuziehen. Die strategische Lage dieser Festungen, insbesondere von Siurana, verzögerte für lange Zeit den Vormarsch der christlichen Eroberer. Tarragona wurde zwar schon 1118 durch Raimund Berengar III. (1082–1131) erobert, eine auf Dauer angelegte Besetzung der Region fand aber erst ab 1146 statt. In den Jahren 1148 und 1149 wurden Tortosa und Lleida erobert und 1151 hatten die christlichen Eroberer das Waliat (= Vizekönigreich) Siurana eingekreist. 1153 wurde es von den Truppen Raimund Berengars IV. (1113–1162) als letztes in Katalonien zurückerobert.
Die eroberten Gebiete wurden unter dem Adel und der Kirche verteilt und die maurische Bevölkerung vertrieben. Tortosa und Lleida behielten ihre große Bedeutung und wurden zu unabhängigen Markgrafschaften innerhalb der Grafschaft Barcelona. Die Mönche des neuen Ordens der Zisterzienser siedelten sich im Camp de Tarragona an und gründeten die Klöster von Poblet und Santes Creus.

### Nordkatalonien
Im Zuge der kriegerischen Auseinandersetzungen zwischen dem Frankenreich und den Arabern entstanden Ende des 8., Anfang des 9. Jahrhunderts im nördlichen Teil des heutigen Katalonien und in Nordkatalonien die zum Karolingerreich gehörende Spanische Mark, die aus mehreren Grafschaften bestand, deren Bezeichnungen zum Teil bis heute benutzt werden. In der Folgezeit gelang es aber, die Abhängigkeit von den Franken zu lösen. Der Graf Wilfried der Haarige (katalanisch Guifré el Pilós; † 11. August 897) vereinigte die Grafschaften Urgell, Cerdanya, Barcelona und Girona unter seiner Herrschaft und begründete die Dynastie der Grafen von Barcelona. Ende des 10. Jahrhunderts lösten sich die katalanischen Grafschaften aus der Lehnsherrschaft des westfränkischen Königs. Neben diesen politischen Anführern kommt auch dem geistlichen Führer Abt Oliva, der unter anderem dem damaligen kulturellen Zentrum Kataloniens, der Abtei von Ripoll, vorstand, eine große Bedeutung zu.
Durch den Ehevertrag zwischen Raimund Berengar IV., Graf von Barcelona, und der erst einjährigen Petronila/Peronella, Erbin der Krone Aragoniens, entstand 1137 aus Aragonien und den im 12. Jahrhundert mit Katalonien weitgehend identischen Ländern der Grafen von Barcelona eine Staatsgemeinschaft, die als Krone Aragonien bekannt ist. Durch weitere dynastische Verbindungen sowie Eroberungen wurde sie im Hoch- und Spätmittelalter zur führenden Macht des westlichen Mittelmeerraumes. Ihr wirtschaftliches und kulturelles Zentrum war der katalanische Teil der Staatsgemeinschaft, das Prinzipat Katalonien, dessen Handelsflotte den westlichen Mittelmeerraum beherrschte.

## 15. bis 18. Jahrhundert

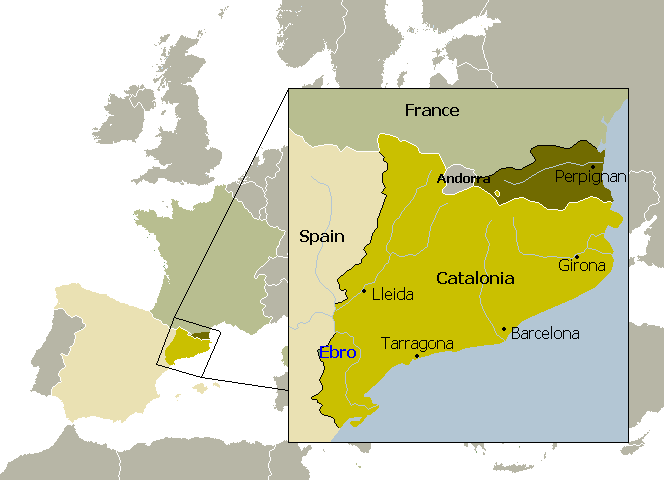
Teilung von Katalonien (im Pyrenäenfrieden von 1659)

Départementseinteilung des französischen Kaiserreichs zur Zeit seiner größten Ausdehnung 1812

1469 heirateten Ferdinand, Erbe der Länder der Krone Aragoniens und Isabella, Erbin der Länder der Krone Kastiliens. Sie gingen als die Katholischen Könige (Los Reyes Católicos) in die Geschichte ein. Nachdem die beiden 1474 die Regierung in Kastilien und Ferdinand 1479 auch in den Ländern der Krone Aragoniens übernommen hatten, wurden die Länder bis 1504 in einer Personalunion regiert. Dabei blieb die innere politische Eigenständigkeit Kataloniens erhalten. Die Personalunion wurde, nachdem Karl I. 1516 König wurde, unter ähnlichen Bedingungen erneut hergestellt.
Im Französisch-Spanischen Krieg von 1635–1659 kam es zu separatistischen Bewegungen in Spanien. Im Jahr 1640 konnte Portugal erfolgreich seine Unabhängigkeit wiedergewinnen (nach dem Tod des letzten portugiesischen Königs aus dem Haus Avis im Jahr 1580 wurde es in Personalunion mit Spanien regiert). Katalonien bzw. Aragón versuchten ebenfalls, die frühere Unabhängigkeit wiederzuerlangen, waren darin aber nicht erfolgreich. Im Pyrenäenfrieden musste Spanien die katalanischen Gebiete nördlich der Pyrenäen (die historische Grafschaft Rosselló oder Roussillon, Nordkatalonien) an Frankreich abtreten, das restliche Katalonien blieb bei Spanien.
Im Spanischen Erbfolgekrieg (1700–1713), in dem es um die Thronfolge nach dem Tod des kinderlos gebliebenen Karl II. von Spanien ging, unterstützte Katalonien den Habsburger Thronprätendenten Erzherzog Karl gegen den Bourbonen Philipp von Anjou. Der im Frieden von Utrecht als Sieger hervorgegangene Philipp V. bestrafte Katalonien dafür hart: 1714 ergab sich das belagerte Barcelona den Truppen Philipps, in den Folgejahren wurden die katalanischen Institutionen im Zuge der Decretos de Nueva Planta aufgelöst, wodurch die katalanische Selbstverwaltung endete. Zum Gedenken dieses Ereignisses wird heute der 11. September, der Tag der Kapitulation 1714, als katalanischer „Nationalfeiertag“ – Diada Nacional de Catalunya –, begangen.

## Zeit Napoleons
In den Jahren 1812 bis 1814 war Katalonien Teil des französischen Kaiserreichs und zuerst in vier, später in zwei französische Départemente eingeteilt.

## 20. Jahrhundert

Emblem der Generalitat de Catalunya.

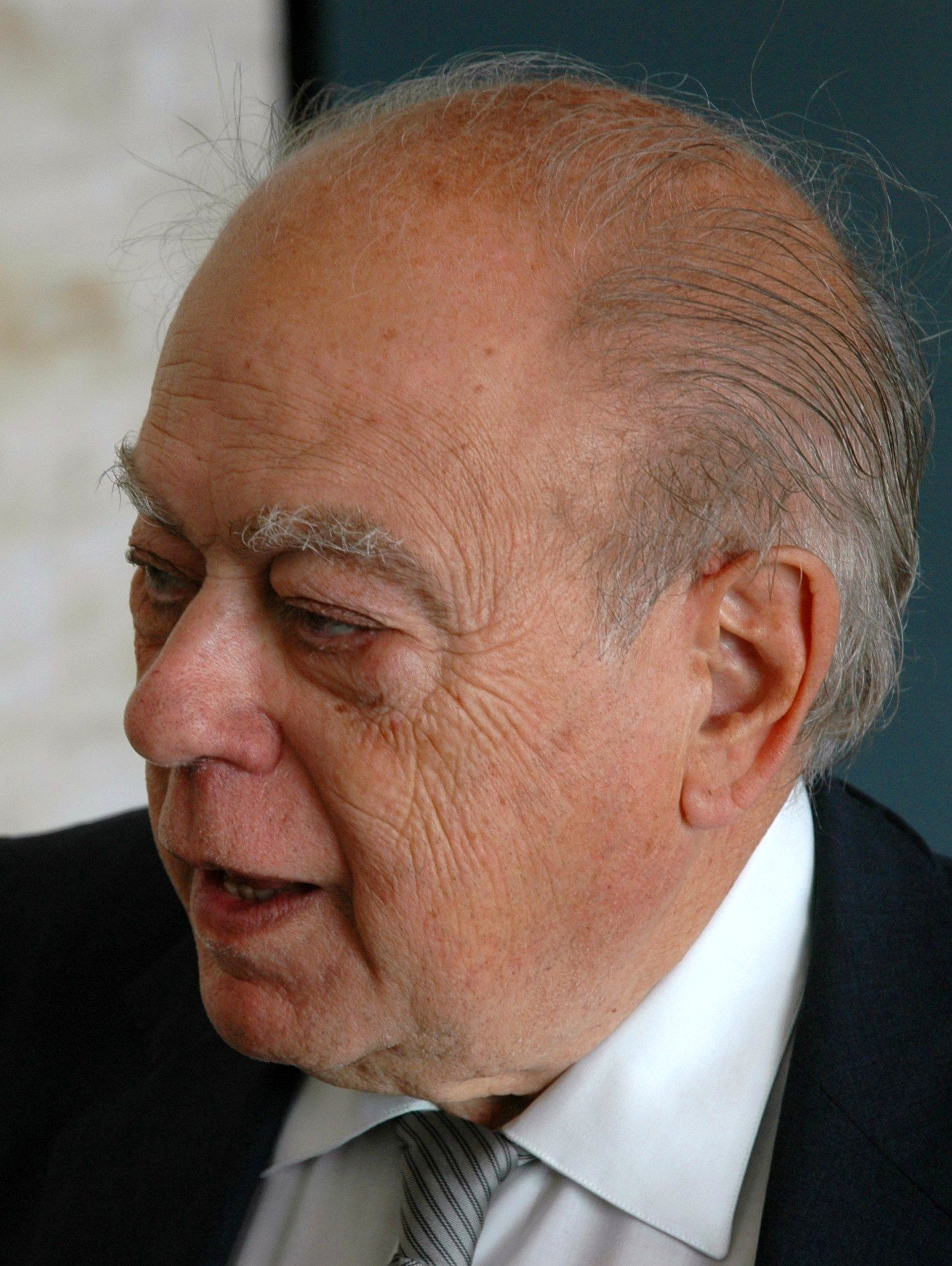
Jordi Pujol, Präsident von Katalonien (1980–2003).

In der Zweiten Republik wurde Katalonien zunächst 1931 eine provisorische Autonomie mit Wiedererrichtung der Generalitat gewährt; diese wurde im Autonomiestatut von 1932 festgeschrieben. Von 1934 bis 1936 war die Autonomie jedoch suspendiert und wurde mit dem Sieg Francisco Francos im Spanischen Bürgerkrieg 1939 aufgehoben. Während des Bürgerkrieges 1936–1939 war Katalonien (vor allem Barcelona) Schauplatz der einzigen (zumindest zeitweise) geglückten anarchistischen Revolution in der europäischen Geschichte.
Die Generalitat bestand während der Franco-Diktatur im Exil fort. Im Zuge der nach Francos Tod einsetzenden Transition wurde 1977 die mit beschränkten Kompetenzen ausgestattete Generalitat de Catalunya provisorisch wiederhergestellt. Der damalige Präsident der Generalitat, Josep Tarradellas, durfte aus dem Exil nach Barcelona zurückkehren und bildete dort eine neue Einheitsregierung. Auf der Grundlage der demokratischen spanischen Verfassung von 1978 erhielt Katalonien 1979 ein neues Autonomiestatut. In dessen Rahmen wurden die Kompetenzen und auch die Finanzierung der Region immer weiter ausgebaut, meist auf Druck der national-katalanischen Gruppierungen.
Die Politik in Katalonien wurde seit dem Jahr 1980 von dem christdemokratisch-nationalkatalanisch geprägten Parteienbündnis Convergència i Unió (CiU) unter ihrem Vorsitzenden Jordi Pujol geprägt. Von 1980 bis zum Jahr 2006 erzielte CiU bei Wahlen viermal relative und dreimal absolute Mehrheiten und stellte mit Pujol bis 2003 ununterbrochen den Regierungschef Kataloniens (katalanisch: President de la Generalitat).

## 21. Jahrhundert
Von 2003 bis zum Jahr 2011 wurde Katalonien von den Sozialisten (PSC) in einer Koalition mit zwei weiteren Linksparteien regiert. Präsident der Generalitat war 2003 bis 2006 Pasqual Maragall und 2006 bis 2010 José Montilla (beide PSC). 2006 erhielt Katalonien ein neues Autonomiestatut mit erweiterten Kompetenzen, das 2010 vom spanischen Verfassungsgericht in Teilen für verfassungswidrig erklärt wurde.
Seit 2010 wird die Politik in Katalonien zunehmend von der Diskussion um eine staatliche Unabhängigkeit bestimmt; dazu fanden Referenden und eine Volksbefragung statt. Die katalanische Gesellschaft gilt in der Frage als tief gespalten.
Seit der Parlamentswahl 2015 wurde Katalonien von einer separatistisch ausgerichteten Regierungskoalition regiert. Nach einem umstrittenen Unabhängigkeitsreferendum am 1. Oktober 2017, das vom spanischen Verfassungsgericht für verfassungswidrig erklärt worden war und die Katalonien-Krise eingeleitet hatte, erklärte die Regionalregierung unter Carles Puigdemont am 27. Oktober 2017 die Unabhängigkeit, wurde aber am selben Tag durch die Zentralregierung abgesetzt. Gegen mehrere separatistische Politiker wurden von der spanischen Justiz seit 2017 Strafverfahren eingeleitet.